# Crimă organizată

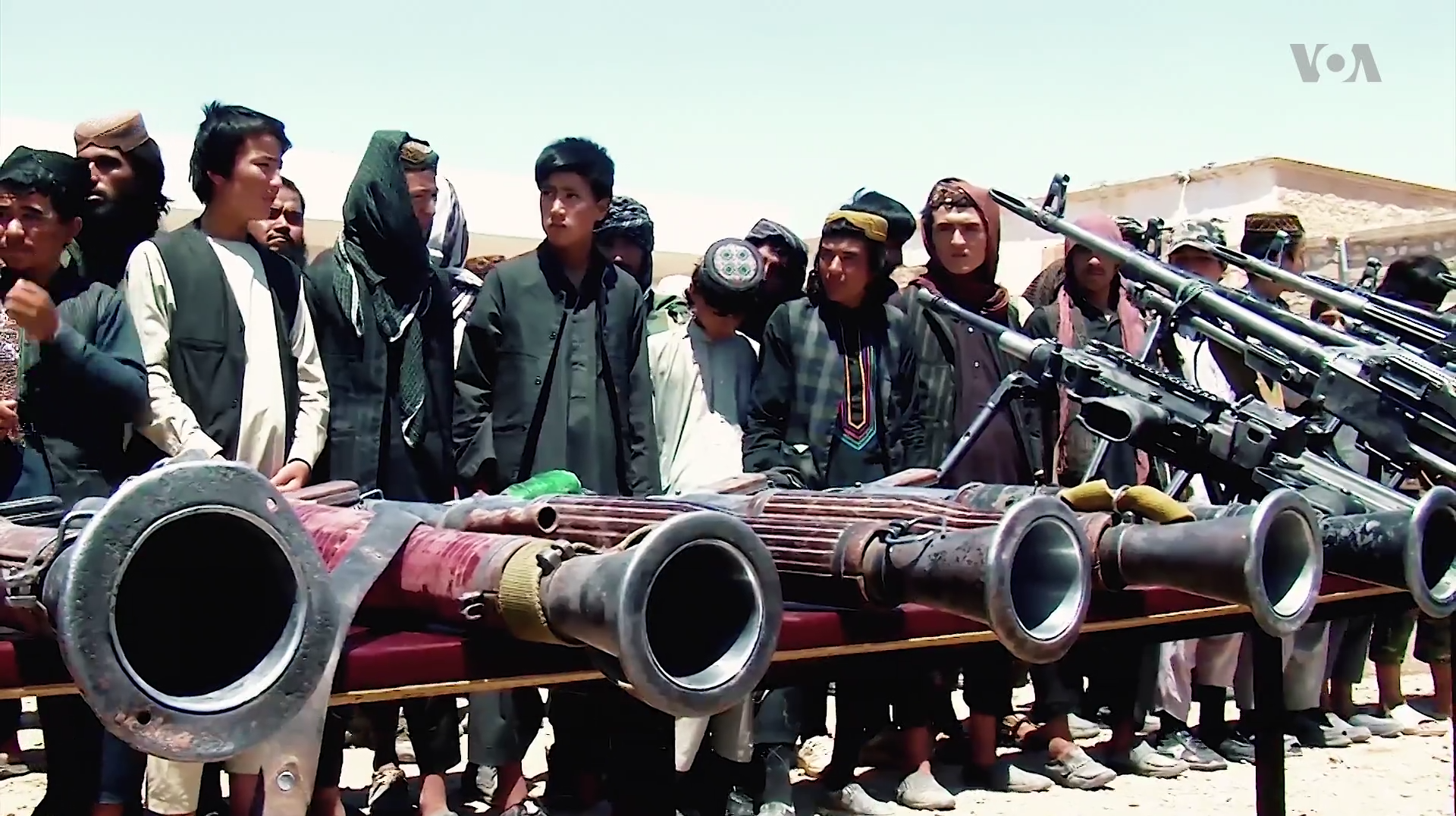
Terorismul, asemenea celui întreprins de Statul Islamic, este o formă de crimă organizată.

Crima organizată se referă la grupurile transnaționale sau locale implicate în diverse activități criminale, care au ca principal scop beneficiile financiare.
În anul 2011, suma rulată pe piața neagră la nivel mondial se cifra la aproximativ 650 miliarde de dolari.
Mai mult de jumătate din această sumă, 320 miliarde de dolari, provine din vânzarea drogurilor.
A doua sursă importantă de bani de pe piața neagră este producția bunurilor contrafăcute, care atinge 250 miliarde de dolari anual.
La această categorie intră și tipărirea bancnotelor false.
Sume ilicite de peste 30 miliarde de dolari sunt obținute de rețelele de traficanți de carne vie (prostituție).
Piața neagră a petrolului și animalelor sălbatice aduce venituri de aproximativ 10 miliarde de dolari.
La un nivel similar se cifrează veniturile obținute din vânzarea peștelui și produselor marine de către braconieri.
Rețeaua internațională care intermediază vânzarea ilegală de organe pentru transplant a depășit piața neagră a diamantelor, cifrate la 1,2 miliarde dolari și, respectiv, 800 milioane de dolari.
Cibercriminalitatea a produs pagube de 114 miliarde de dolari (circa 81 de miliarde de euro) și a făcut 431 de milioane de victime în lume în 2010.

## În Europa
În anul 2015, un studiu al Organised Crimes Portfolio (OCP), proiect finanțat de Comisia Europeană, arăta că veniturile generate de crima organizată în UE sunt de cel puțin 110 miliarde euro.

## Regim juridic

### România
În dreptul român, inițierea sau constituirea unui grup infracțional organizat, ori aderarea sau sprijinirea acestuia sub orice formă este pedepsită de către Codul Penal cu între 1 și 5 ani de închisoare și interzicerea exercitării anumitor drepturi, conform articolului 367. Pe lângă legea generală, există și un număr de legi speciale, printre care mai relevantă este Legea nr. 535/2004, care se ocupă în special cu organizațiile teroriste.